# Federación Internacional de Maxibasquetbol
Die Federación Internacional de Maxibasquetbol (FIMBA) ist eine Vereinigung von Basketballsportlern mit Sitz in Buenos Aires (Argentinien). Die operativ tätige Organisation unterstützt und fördert die Maxi-Basketballbewegung weltweit, ohne im Kreis der Mitglieder der olympischen Bewegung als ein Sportverband des Freizeitsports vertreten bzw. anerkannt zu sein. Ein besonderes Interesse der FIMBA liegt in der Vergabe und Realisierung der von ihr konzipierten nationalen und internationalen Maxibasketball-Wettbewerbe sowie in der Veranstaltung von Basketballreisen für Basketballer ab dem 27. bzw. 30. Lebensjahr. Die FIMBA engagiert sich weltweit, ohne über eine rechtliche Beziehung zur „Fédération Internationale de Basketball“ (FIBA) zu verfügen oder, im Sinne einer formal begründeten Kooperation innerhalb der weltweiten Maxi-Basketballbewegung, einer Einflussnahme des Spitzenverbandes des organisierten Basketballs auf den Kontinenten folgen zu können. FIMBA versteht den von ihr präsentierten Maxibasketballsport auch als 'Media & Entertainment Sport' und betreibt für die Präsentation ihrer Events einen TV-Sender. Die offizielle Sprache der nach argentinischem Recht verfassten 'Maxibasquetbol' Organisation ist spanisch.

## Maxi-Basketball
Basketball wird von Spielern aller Altersstufen gespielt. Von Anfängern und erfahrenen Ligaspielern. Maxi-Basketball bezeichnet das Basketballspiel von erwachsenen Basketballer, die aufgrund ihres Alters nicht mehr am Regelspielbetrieb ihrer Verbände teilnehmen. Seit Anfang der 1990er Jahre hat sich international der Begriff 'Maxi-Basketball' etabliert. Maxi-Basketballer sind Freizeit- oder Gesundheitssportler und keine Ligaspieler des Regelspielbetriebs.
Maxi-Basketball vereint das lebenslange Basketballspiel, im sportlichen Freizeitwettbewerb mit dem Erleben von Kameradschaft und Verständnis zwischen Freizeitsportlern, unabhängig von Alter, Geschlecht, Herkunft, Religion oder Status. Wichtig ist vielen Maxi-Basketballer der regelmäßige soziale Kontakt untereinander.
Im Bereich des DBB gibt es langjährig etablierte Maxi-Basketballwettbewerbe: die Deutschen Meisterschaften der Altersklassen Ü35 und Ü40 und die Altersklassenturniere der Bundesbestenspiele Basketball mit der unteren Altersgrenze fünfundvierzigstes Lebensjahr – beide Wettbewerbe getrennt für Frauen und Männer. Die Bundesbestenspiele Basketball sind beim DBB dem Bereich „Oldies“ zugeordnet. Der Deutsche Basketball Bund beruft und entsendet keine National- oder Auswahlmannschaften für Oldies aller Altersgruppen.
In den Mitgliedsverbänden der FIBA werden grundsätzlich Wettbewerbe von Maxi-Basketballer auf nationaler Ebene organisiert. Von der FIBA werden für diese Alterskategorie keine internationalen Wettbewerbsturniere organisiert, auch nicht mit Festivalcharakter. In Europa werden allerdings regelmäßig internationale Einladungsturniere für Spitzenteams des Maxi-Basketballs, an denen die Veteranenteams der besten Club- und Nationalmannschaftsteams teilnehmen und somit stets auch zahlreiche ehemalige 'Stars' der internationalen Basketballszene vertreten sind, veranstaltet. Oft sind die ehemaligen Spitzenspieler nicht mehr mit dem Ball auf dem Parkett aktiv und nur als sehr geschätzte Ehrengäste auf der Tribüne dabei. Häufig genutzt wird auch die Variante, dass 'Traditionsteams' der europäischen Spitzenclubs oder Basketballverbände, die Clubteams in der Regel ohne ihre ehemaligen ausländischen 'Stars', vor offiziellen Liga-, Pokal- oder Länderspielen gegeneinander antreten, um für den Basketballsport zu werben. Vorbildlich organisiert ist die Vereinigung der Liga-ACB-Veteranen der Basketballer von 'Real Madrid Baloncesto' ('Leyendas Blancas – Asociación de Jugadores del Real Madrid de Baloncesto'), die in ihrer Rolle als ehemalige Spitzenspieler keine Maxi-Basketballer sind.

## Gründung der FIMBA
Die „Federación Argentina de Maxibásquetbol“ wurde 1985, der Staat Argentinien war seit 1983 wieder demokratisch verfasst, ins Leben gerufen. Sie entwickelte sich aus der seit 1969 tätigen „Unión Argentina de Veteranos de Básquetbol de la República“. 1987 wurde in Buenos Aires mit der Diskussion begonnen, ein Turnier für ehemalige und ältere Basketballer in Argentinien zu veranstalten – für die Seniors, die Masters, die Veterans, die Golden Oldies oder die Legends of Basketball, aus allen Ländern der Welt, im Alter von etwa dreißig bis über siebzig Jahre. 1991 wurde in Buenos Aires das erste globale Turnier in Argentinien von argentinischen Organisatoren veranstaltet. Zweiunddreißig Teams, neben Argentinien aus sieben weiteren Ländern (Brasilien, Estland, Finnland, Guatemala, Russland, Uruguay und USA), nahmen teil. Im Jahr 1991 richtete sich die argentinische Föderation, durch die Kontrahierung entsprechender Vereinbarungen am Rande des Turniers, international aus, mit der gleichzeitigen Formulierung globaler Ansprüche und Zielsetzungen. Die FIMBA - „Federación Internacional de Maxibasquetbol“ wurde am 21. August 1991 gegründet.

## Positionierung
Die „Federación Internacional de Maxibasquetbol“ (FIMBA) ist kein nationaler oder internationaler Sportverband im Sinne der durch den IOC vertretenen olympischen Bewegung, wie zum Beispiel FIH - Fédération Internationale de Hockey, FIVB - Fédération Internationale de Volleyball oder FIS - Fédération Internationale de Ski. Da die FIMBA nicht als Sportorganisation mit spezieller Aufgabenstellungen anerkannt ist, wie zum Beispiel die FISU - Fédération Internationale du Sport Universitaire oder der CISM - Conseil International du Sport Militaire, gehört die FIMBA nicht dem SportAccord (vor April 2009 General Association of International Sports Federations) oder der IWGA - International World Games Association an. Auch gibt es keine rechtlichen oder anders gestaltete formalen Beziehungen irgendwelcher Art zur FIBA - Fédération Internationale de Basketball bzw. zur FIBA Amerika oder einem der nationalen Mitgliedsverbände des weltweit organisierten Basketballsports, auch nicht zur 'Confederación Argentina de Basquet' (CABB).

### Keine Mitgliedsverbände
FIMBA tritt in seiner externen Kommunikationsdarstellung als weltweit verfasste Föderation auf. Die Struktur der „Federación Internacional de Maxibasquetbol“ kennt, wie international agierenden Sportspitzenverbände sonst, keine Nationalverbände als Mitglieder. Eine erkennbare Legitimation, die große Gruppe der Maxi-Basketballer in Europa oder weltweit zu repräsentieren, ist nicht gegeben. FIMBA macht als eigenständige Organisation den Maxi-Basketballern ein Angebot, sich an ihren Aktivitäten oder Events zu beteiligen. Dazu hat FIMBA einen eigenen Rahmen (Regeln und Konditionen der Teilnahme, Anpassung der FIBA-Regeln an die Anforderungen der FIMBA-Spiele, Berufung von FIMBA-Schiedsrichtern, Bestellung von FIMBA Represents etc.) geschaffen, der ständig weiter entwickelt wird.

### Keine Zusammenarbeit mit der FIBA
Von der FIBA bzw. deren Gremien und verantwortlichen Funktionären wird die Existenz der „Federación Internacional de Maxibasquetbol“ ignoriert. Das Präsidium der FIBA versteht die FIMBA nicht als einen internationalen Sportverband, auch nicht als einen Sportverband mit Sonderaufgaben. Die Durchführung von Events der FIMBA wird nicht zur Kenntnis genommen. Mitglieder in FIBA-Gremien sind nicht auf Seiten der FIMBA tätig. Die FIMBA wird von der FIBA nicht als Partnerorganisation anerkannt. Die FIBA ist in keiner Weise in die Realisierung der FIMBA-Wettbewerbe involviert.
Zu beachten ist in diesem Zusammenhang, dass der Freiwilligenverband „National Collegiate Athletic Association“ (NCAA), über den die bedeutenden Colleges und Universitäten der USA ihre Sportprogramme, auch ihre Basketballwettbewerbe, organisieren sowie die seit 1946 bestehende Basketballprofiliga der Männer „National Basketball Association“ (NBA) und die 1996 gegründete Frauenbasketballprofilliga Women’s National Basketball Association (WNBA) nicht mit der FIBA verbunden sind. Die drei US‑Sportorganisationen stehen zur FIBA nicht in einer Konkurrenzsituation.

## Leistungsspektrum und Geschäftsmodell
Die in Argentinien beheimatete FIMBA hat für sich eine Marktlücke, finanziell durchaus attraktiv, entdeckt, in dem sie für Maxi-Basketballer Wettbewerbsevents für nationale Mannschaften, bei guter Akzeptanz durch wettkampforientierte Freizeitsportler, etabliert und regelmäßig durchführt. Ebenso Basketballreisen. Bei den teilnehmenden Mannschaften handelt es sich grundsätzlich nicht um Nationalmannschaften. Die Teilnehmergruppen bilden sich in der Regel nach den Grundsätzen, nach denen auch beliebige 'Straßen- oder Kneipenmannschaften für Hobbyturniere' gebildet werden.

### Wettbewerbe
Von der „Federación Internacional de Maxibasquetbol“ werden Maxi-Basketballern regelmäßig folgende Wettbewerbe zur Anmeldung angeboten:
- Ligas Mundiales, de Campeones masculinas y femeninas (seit 2005)
- Campeonatos Mundiales de Maxibásquetbol (seit 1991)
- Campeonatos Europeos de Maxibásquetbol (seit 2000)
- Campeonatos Panamericanos de Maxibásquetbol (seit 2000)
- Campeonatos de Maxibásquetbol de Centroamérica y el Caribe (seit 2005)
- Basketball on the Sea (auf einem Kreuzfahrtschiff)

Die Teilnahme an den Turnieren bzw. Spielen setzt nie eine Qualifikation der gemeldeten Mannschaften voraus. Es wird in allen Altersgruppen stets in einer einzigen Leistungsklasse gespielt.

### Reglement
Das Handeln der „Federación Internacional de Maxibasquetbol“ bzw. der handelnden Persönlichkeiten der FIMBA wird grundlegend durch folgende Regelwerke bestimmt:
- Reglamento de Normas Generales de Maxibásquet (Standards Maxibasketball)
- Reglamento de Normas Generales para Campeonatos Regionales y Mundiales de Maxibásquetbol (Allgemeine Standards der Meisterschaften)
- Reglamento de Réferis Internacionales FIMBA (Verordnung Schiedsrichter)[11][12]
- Código de Procedimientos y Penas de los Campeonatos FIMBA (Ordnung des Schiedsgerichtsverfahrens)
- Reglamento de Representantes FIMBA (Verordnung Ländervertreter)[13][22]

## Managementstruktur

### Obere Leitungsgremien
Die „Federación Internacional de Maxibasquetbol“ wird, so deren externe Darstellung, von einem 'International Board', dem der Präsident der FIMBA vorsteht, geleitet. Die Arbeit des International Board wird durch einen 'Technical Committee' unterstützt und einem 'International Disciplinary Board' ergänzt. Weiter gibt es drei 'Regionalkomitees': 'FIMBA Europe', 'FIMBA America' und 'FIMBA Center-Caribbean', die über keine eigene Rechtspersönlichkeit an einem Standort in ihrer Region verfügen und direkt an die FIMBA in Buenos Aires angebunden sind.

### Represents
Um den Anforderungen einer internationalen Sportorganisation des Freizeitsports zu genügen, arbeitet die FIMBA international mit einem Kreis von Persönlichkeiten, in der Regel ehemalige Basketballspielern oder ehemaligen Basketballschiedsrichtern, zusammen, die in den Ländern ihres Lebensmittelpunktes die Interessen der FIMBA als 'FIMBA Represents' wahrnehmen. Die Vertreter der FIMBA in den einzelnen Ländern sind in der Regel nicht von der Gemeinschaft der jeweiligen nationalen Maxi-Basketballer demokratisch oder anders, wie sonst in Sportverbänden grundsätzlich üblich, als Delegierte legitimiert. Sie werden jeweils vom Leitungsgremium der FIMBA bestimmt. Nationale Vertreter der FIMBA können sich in der Regel auch nicht auf gesonderte Maxi-Basketballverbände, deren Interessen sich mit den Interessen der FIMBA decken würden, stützen. Sie wirken in ihren Ländern jeweils als von der FIMBA gezielt beauftragte Vertreter, um deren Interessen wirksam zu fördern. Die Hauptaufgaben bestehen darin, für die Teilnahme von Maxi-Basketballern oder von Maxi-Basketballteams an den FIMBA-Events durch geeignete Maßnahmen zu werben sowie Kontakte auf allen Ebenen, auch zu Sponsoren, anzubahnen und zu pflegen. Auf nationaler Ebene haben die Vertreter der FIMBA eine herausgehobene Bedeutung für Maxi-Basketballer, die an einem FIMBA-Event teilnehmen möchten, da die Anmeldung eines nationalen Teams zu einem Wettbewerbsevent von der FIMBA nur angenommen wird, wenn die Zustimmung des zuständigen nationalen FIMBA-Vertreters vorliegt. Die Vertreter der FIMBA führen nationalen Mannschaften zu Delegationen zusammen und leiten diese während eines Events. FIMBA Represents agieren völlig eigenständig und unabhängig von dem jeweiligen nationalen Basketballverband. Sie sind verpflichtet im Interesse der FIMBA tätig zu sein.

### Organisation der Events
| |
| 30+ Frauen 1 Mannschaft |
| |
| VKK Split (Kroatien) |
| |
| 35+ Frauen 5 Mannschaften |
| |
| 1. ŽVVK Zagreb (Kroatien) |
| 2. TechnoLink (Russland) |
| 3. SKK Komanda (Litauen) |
| 4. Best of Havirov (Tschechien) |
| 5. TN Kotka (Finnland) |
| |
| 40+ Frauen 7 Mannschaften |
| |
| 1. BC Svaja (Litauen) |
| 2. Germany 40+F (Deutschland) |
| 3. Estonia (Estland) |
| 4. Polska 40+F (Polen) |
| 5. Highlander Pesaro (Italien) |
| 6. Augma (Litauen) |
| 7. Kissemmee (Finnland) |
| |
| 45+ Frauen 6 Mannschaften |
| |
| 1. Dynamo (Russland) |
| 2. Polska 45+F (Polen) |
| 3. Bakea (Slowakei) |
| 4. VKK Split (Kroatien) |
| 5. Germany 45+F (Deutschland) |
| 6. Kiwi 2005 (Tschechien) |
| |
| 50+ Frauen 5 Mannschaften |
| |
| 1. Kamane 50+F (Litauen) |
| 2. Zeltenes Latvia (Lettland) |
| 3. ŽVKK Zagreb (Kroatien) |
| 4. Bavarian Baskets (Deutschland) |
| 5. Výber Západ (Tschechien) |
| |
| Teilnehmermannschaften Frauen: Kroatien (mit 4), Litauen (4), Deutschland (3), Tschechien (3), Finnland (2), Polen (2), Russland (2), Estland, Italien, Lettland und Slowakei. - Total 24 Mannschaften. |
| Quellen siehe Artikel 'FIMBA Maxibasketball'. |
| |

| |
| 30+ Männer 1 Mannschaft |
| |
| Ural-UPI (Russland) |
| |
| 35+ Männer 3 Mannschaften |
| |
| 1. Montenegro |
| 2. ZSKA Moskau Legion (Russland) |
| 3. Morh (Kroatien) |
| |
| 40+ Männer 10 Mannschaften |
| |
| 1. Italia 40+M (Italien) |
| 2. Max Bears (Kroatien) |
| 3. Tauras Fenix (Russland) |
| 4. BK Cosire (Tschechien) |
| 5. Germany 40+M (Deutschland) |
| 6. Thessaloniki 40+M (Griechenland) |
| 7. Polska 40+M (Polen) |
| 8. BBC Tullin (Österreich) |
| 9. Samara (Russland) |
| 10. Baltic Star (Russland) |
| |
| 45+ Männer 13 Mannschaften |
| |
| 1. Italia 45+M (Italien) |
| 2. Skhyt i Myach (Russland) |
| 3. Raviollo (Russland) |
| 4. Vakaru (Litauen) |
| 5. BC Mukachevo (Ukraine) |
| 6. BK Ostrava (Tschechien) |
| 7. BBK Perlas (Litauen) |
| 8. Bologna (Italien) |
| 9. Thessaloniki 45+M (Griechenland) |
| 10. Consus (Polen) |
| 11. Telta Perm (Russland) |
| 12. Stare Kone Prešov (Slowakei) |
| 13. Jasný Favoriti (Tschechien) |
| |
| 50+ Männer 13 Mannschaften |
| |
| 1. Prule 50+M (Slowenien) |
| 2. Thessaloniki 50+M (Griechenland) |
| 3. VKK Zagreb (Kroatien) |
| 4. Polska 50+M (Polen) |
| 5. Sweden (Schweden) |
| 6. Sodoma (Tschechien) |
| 7. Germany 50+M (Deutschland) |
| 8. Basket Prague Selection (Tschechien) |
| 9. Kandel Klub (Russland) |
| 10. Jugra (Russland) |
| 11. Skhyt i Myach (Russland) |
| 12. SC Salilita Vilnius (Litauen) |
| 13. Team Hamburg (Deutschland) |
| |
| 55+ Männer 9 Mannschaften |
| |
| 1. Kočevje (Slowenien) |
| 2. BC Karelia (Russland) |
| 3. BC Veteran Moldova (Moldawien) |
| 4. Slovenija 55+M (Slowenien) |
| 5. Amigo 55+M (Ukraine) |
| 6. Žalgiris (Litauen) |
| 7. Germany 55+M (Deutschland) |
| 8. Basketbalovi Veterani (Tschechien) |
| 9. Košice (Slowakei) |
| |
| 60+ Männer 10 Mannschaften |
| |
| 1. Russian National Team 60+M (Russland) |
| 2. Lietuva 60+M (Litauen) |
| 3. Nevintermash (Russland) |
| 4. YMCA Finland (Finnland) |
| 5. Slovenia 60+M (Slowenien) |
| 6. Germany One (Deutschland) |
| 7. Amigo 60+M (Ukraine) |
| 8. Ufa-V (Russland) |
| 9. Bydgoszcz Team (Polen) |
| (East Bank Saloon / USA) |
| |
| 65+ Männer 5 Mannschaften |
| |
| 1. Žalgiris (Litauen) |
| 2. Newski Veterans (Russland) |
| 3. LBSK 65+M (Lettland) |
| 4. Kalev (Estland) |
| 5. Finland One (Finnland) |
| (East Bank Saloon / USA) |
| |
| 70+ Männer 4 Mannschaften |
| |
| 1. St. Petersburg (Russland) |
| 2. Neptunieciai (Litauen) |
| 3. Tampere VV (Finnland) |
| (Warriors / USA) |
| |
| 75+ Männer 1 Mannschaft |
| |
| Finland Olds (Finnland) |
| |
| Teilnehmermannschaften Männer: Russland (17 Männermannschaften -19 Frauen und Männer), Litauen (7-11), Deutschland (5-8), Slowenien (5-5), Polen (4-6), Finnland (3-5), Griechenland (3-3), Italien (3-4), Kroatien (3-7), Tschechische Republik (3-6), Ukraine (3-3), Estland (1-2), Lettland (1-2), Moldau (1-1), Montenegro (1-1), Österreich (1-1), Schweden (1-1), Slowakei (1-2) und außer Konkurrenz USA (3-3). - 66 Männer- und 24 Frauenmannschaften. Total 90. |
| Quellen siehe Artikel 'FIMBA Maxibasketball'. |
| |

Die Durchführung eines Events wird von der „Federación Internacional de Maxibasquetbol“ an einen nationalen Ausrichter übertragen. Hierzu wird stets ein Organisationskomitee gebildet, das die Verantwortung für die Ordnungsmäßigkeit der Durchführung und den Erfolg des Events trägt.
Die Maxi-Basketballer spielen bei FIMBA-Turnieren in folgenden Altersgruppen:
- Frauen: 30, 35, 40, 45, 50, 55, 60 und 65 Jahre (Mindestalter 27)
- Männer: 35, 40, 45, 50, 55, 60, 65, 70 und 75 Jahre (Mindestalter 30)

Vor Beginn der FIMBA-Spiele findet ein Pflichtmeeting zur Einweisung der nationalen Delegationen statt. Die Veranstalter verpflichten sich, im Rahmen dieser Zusammenkunft für die Übersetzung in die spanische sowie englische, portugiesische und russische Sprache zu sorgen.
In einer Altersgruppe müssen mindestens vier Mannschaften gemeldet sein, um den Spielbetrieb in der Gruppe im Spielplan vorsehen zu können. Es können mehrere Mannschaften eines Landes in derselben Altersgruppe antreten. Durch das FIMBA-Reglement wird zwingend verhindert, dass Mannschaften eines Landes Rang eins und zwei in einer Altersgruppe erreichen können. Die einzelnen Mannschaften können aus Spielern verschiedener Nationalitäten ohne eine gemeinsame Staatsbürgerschaft zusammengesetzt sein. Jeder Spielerin, jedem Spieler ist es möglich, sofern nicht gegen die Altersbeschränkung verstoßen wird, in mehr als einer Altersgruppe, jeweils mit einer anderen Mannschaft, bei identischer Nationenzugehörigkeit, zu spielen.
Spieler müssen nicht Mitglied eines Basketballclubs sein, damit auch nicht für einen nationalen Basketballverband spielberechtigt, um an FIMBA-Spielen teilnehmen zu können. Damit entfällt der Nachweis einer Spielberechtigung oder einer Spielerlizenz. Weiter ist es durch die unbeschränkte Teilnahme an den Freizeitturnieren möglich, dass von ihren Basketballverbänden oder von der FIBA gesperrte Spieler, an einem FIMBA-Event aktiv teilnehmen. Dopingkontrollen erfolgen, da es sich stets um beliebige Events außerhalb der olympischen Bewegung handelt, nicht. Allerdings können die im jeweiligen Land gültigen 'Anti-Dopinggesetze' zur Anwendung kommen.
Die Spieler treten mit einem T‑Shirttrikot mit FIMBA-Logo an. Es ist nicht mit den Hoheitszeichen oder Symbolen der jeweiligen Nation ausgestattet, da es sich nicht um Mannschaften bzw. Spieler handelt, die ihr Land und ihren Basketballverband offiziell als Nationalmannschaft bzw. Nationalspieler repräsentieren.
FIMBA-Events werden mit einer Zeremonie eröffnet und mit einer Abschlussfeier beendet. Der gesellschaftliche Rahmen der FIMBA-Events sieht für die Teilnehmer (Spieler, Mannschaftsbetreuer, Schiedsrichter, Kampfrichter etc.), die beteiligten Funktionäre, die anwesenden FIMBA-Offiziellen und für besonders geladene Gäste ein umfassendes Rahmenprogramm vor. Alle gemeldeten Teilnehmer werden mit einer FIMBA-Medaille ausgezeichnet. Altersgruppensieger und die drei nachfolgend platzierten Mannschaften werden von der FIMBA gesondert ausgezeichnet.
Die Teilnahme der Mannschaften bzw. der Spieler ist gegenüber der FIMBA in vollem Umfang, neben den Kosten für die Reise, Unterkunft, Verpflegung etc. gebührenpflichtig. Sämtliche Kosten einer Teilnahme werden in der Regel von den Teilnehmern selbst getragen. Am von der FIMBA weltweit ausgeschriebenen Maxibasketballevent 2009 in Prag nahmen zum Beispiel einhundertneunundfünfzig Maxi-Basketballmannschaften teil, 2010, am Europaevent der Freizeitbasketballer in Zagreb, neunzig Mannschaften.

## DBB, ÖBV sowie Swiss Basketball und FIMBA
Der Deutsche Basketball Bund ist, ebenso wie alle anderen FIBA-Mitgliedssportverbände, kein Mitglied der FIMBA und auch nicht durch irgendeine andere formale Beziehung mit ihr verbunden. DBB-Präsidiumsmitglieder oder Funktionäre des DBB und seiner Landesverbände sind nicht für die FIMBA tätig. Der von der FIMBA bestellte FIMBA Represent für die FIMBA-Region Deutschland ist in dieser Funktion nicht im Auftrag des DBB tätig und gehört auch nicht einem DBB-Leitungsgremium oder DBB-Trainerstab an.
Freihändig zusammengestellte Mannschaften, die als Mannschaften aus Deutschland für internationale FIMBA-Meisterschaften von ihren jeweiligen Initiatoren angemeldet wurden, sind keine National- oder Auswahlmannschaften des DBB. Der DBB hat für diese Mannschaften auch keine Trainer und Betreuer oder Trikots und Trainingsanzüge zur Verfügung gestellt. Die Trikots dieser Mannschaften dürfen nicht mit den offiziellen Symbolen, mit denen die Trikots der deutschen Basketballnationalmannschaften üblicherweise ausgestattet sind, gekennzeichnet sein. Die Landesverbände des DBB entsenden ebenfalls keine Mannschaften zu FIMBA-Events. Finanzieller und logistischer Support oder die Unterstützung durch die Abstellung von Schiedsrichtern wird nicht gewährt. Die Termine der geplanten FIMBA-Events werden in die offizielle Rahmenterminplanung des DBB nicht aufgenommen. Die offizielle Policy des DBB und seiner Landesverbände gegenüber der seit 1991 tätigen FIMBA wird extern nicht kommuniziert.
Die beiden anderen nationalen Basketballfachverbände in der deutschsprachigen Region Europas, in der Schweiz, im Standortland des FIBA-Headquaters, und in Österreich, Swiss Basketball und der Österreichische Basketball Verband (ÖBV) lassen nicht erkennen, dass sie Aktivitäten der FIMBA unterstützen oder mit Verbandskadern an den Events teilnehmen. Schiedsrichter aus der Schweiz und aus Österreich sind bei der FIMBA nicht als 'International FIMBA Referees' gelistet. Beide Basketballfachverbände räumen der FIMBA auf ihren Websites keine Darstellungs- oder Werbemöglichkeiten ein.

## Bedeutung der FIMBA Turniere
Bei den von der FIMBA ausgeschriebenen und veranstalteten Maxibasketball-Turnieren und Reisen handelt es sich um Freizeitevents, mit Rahmenprogramm, für ältere Basketballer. Für die teilnehmenden Maxi-Basketballer sind sie verknüpft mit einem touristischen Erlebnis, in der Regel in einem fremden Land, an einem attraktiven Ort des Basketballsports und einer, in der Regel eine Woche andauernden Begegnung, mit Maxi-Basketballern aus anderen oder auch fremden Ländern. Besondere Bedeutung haben die FIMBA-Events für die Orte bzw. deren Hotellerie, an denen die Turniere veranstaltet werden. Bei einer Teilnahme von etwa einhundert Mannschaften, Spieler, vielfach mit ihren Partnern, Mannschaftsbetreuer, Schiedsrichter etc., kann nach den vorliegenden Erfahrungen ein Volumen von etwa 15.000 bis 20.000 Übernachtungen, plus anderer von der FIMBA und durch die Teilnehmer selbst veranlasster Ausgaben, inklusive Anschlussreisen, für ein Event erwartet werden. Teilnehmer an FIMBA-Turnieren sind Maxi-Basketballer, die teilhaben möchten. Sie möchten selbst mit dem Ball auf das Parkett gehen. Sie sind in der Regel keine Fans, die zum Beispiel als Zuschauer zu FIBA-Turnieren ihrer Nationalmannschaft ins Ausland reisen.

## Kritische Würdigung

### Externe Marketingkommunikation
Die Arbeit der FIMBA wird in der derzeitigen konzeptionellen Gestaltung von der FIBA bzw. deren zuständigen Gremien nicht akzeptiert. Kritisch gesehen wird die Tatsache, dass die FIMBA versucht, allerdings nicht ohne Erfolg, sich neben der offiziellen weltweiten Basketballorganisation eigenständig bzw. abgegrenzt zu etablieren. Die FIMBA wird in ihrer weltweiten Struktur eher als zentral bestimmt und an der Basis der Maxi-Basketballspieler nicht als mitbestimmt verfasst eingestuft. Es fällt weiter auf, dass die FIMBA sich einen Namen gegeben hat, der eine Nähe oder Verbindung zur FIBA bzw. deren Gremien und Mitgliedsverbänden vermuten lassen könnte. Von der überwiegenden Mehrheit der sachkundigen Basketballer wird beanstandet, dass die FIMBA Weltmeisterschaften und Europameisterschaften veranstaltet, ohne deutlich zu machen, auch gegenüber den häufig nicht sachkundigen Medienmitarbeitern und vor allem auch gegenüber Ausrichtern, Sponsoren etc., dass an den Meisterschaften grundsätzlich keine Nationalmannschaften der FIBA-Verbände teilnehmen und es sich bei FIMBA-Wettbewerben lediglich um 'Jedermann-Meisterschaften' für Freizeitsportler, als gebührenpflichtige Anmeldungsturniere, außerhalb der olympischen Bewegung handelt, wie sie jede andere natürliche oder juristische Person unter einem anderen Logo auch veranstalten könnte. FIMBA agiert bei der Durchführung ihrer Maxibasketballevents wie eine Sportagentur, die ein Streetballturnier veranstaltet.

### Gesundheitsrisiko für Maxi-Basketballer
Kritisch gesehen wird, nicht nur von Sportmedizinern oder anderen Medizinern, dass nicht ausreichend gut trainierte Basketballspieler, besonders in den höheren Altersgruppen, oder Teilnehmer mit 'versteckten' gesundheitlichen Schädigungen nicht mehr ausreichend gut geschützt sind, wenn sich im Verlauf eines Turniers und dann in einer kritischen Phase eines entscheidenden Spiels, in dem der Sieg von den Spielern in der Regel ohne jede Rücksichtnahme auf die eigene Konstitution und Kondition angestrebt wird und sie die Grenzen ihrer körperlichen Leistungsfähigkeit grob fahrlässig handelnd überschreiten. Das gilt für jedes Maxi-Basketballturniers.
Am 31. Juli 2006, bei einem FIMBA-Spiel in Hamburg, starb der lettische Basketballspieler Janis Aboltins. Er brach während des Spiels zweier Maxi-Basketballmannschaften aus Lettland und Finnland, im Rahmen eines FIMBA-Turniers am Spielfeldrand zusammen. Das zuständige Organisationskomitee entschied: „The games must go on.“ Am Folgetag ging es für alle Teams weiter im Turnierplan. Kritisiert wurde von einer Gruppe der interessierten Basketballer nicht nur die Fortführung des Turniers. Kritisiert wird, dass an den wettbewerbsorientierten FIMBA-Spielen Spieler teilnehmen können, die es nicht gewohnt sind und es zum Teil in ihrer Zeit als Aktive nicht erlebt haben, innerhalb weniger Tage ein sehr anspruchsvolles Turnierprogramm zu bewältigen und häufig auch nicht durch ein geeignetes Training vorbereitet sind, die Anforderungen eines anspruchsvollen Turnieres zu bewältigen. Von schwerwiegenden gesundheitlichen Komplikationen im Verlauf anderer Maxi-Basketballspiele wird berichtet. Es wird seit dem finalen Geschehen im Jahr 2006 versucht, bei FIMBA-Spielen am Spielfeldrand stets einen Defibrillator bereitzuhalten, um im Falle eines entsprechenden Zwischenfalles unverzüglich zielgerichtet intervenieren zu können.